# George Blickensderfer

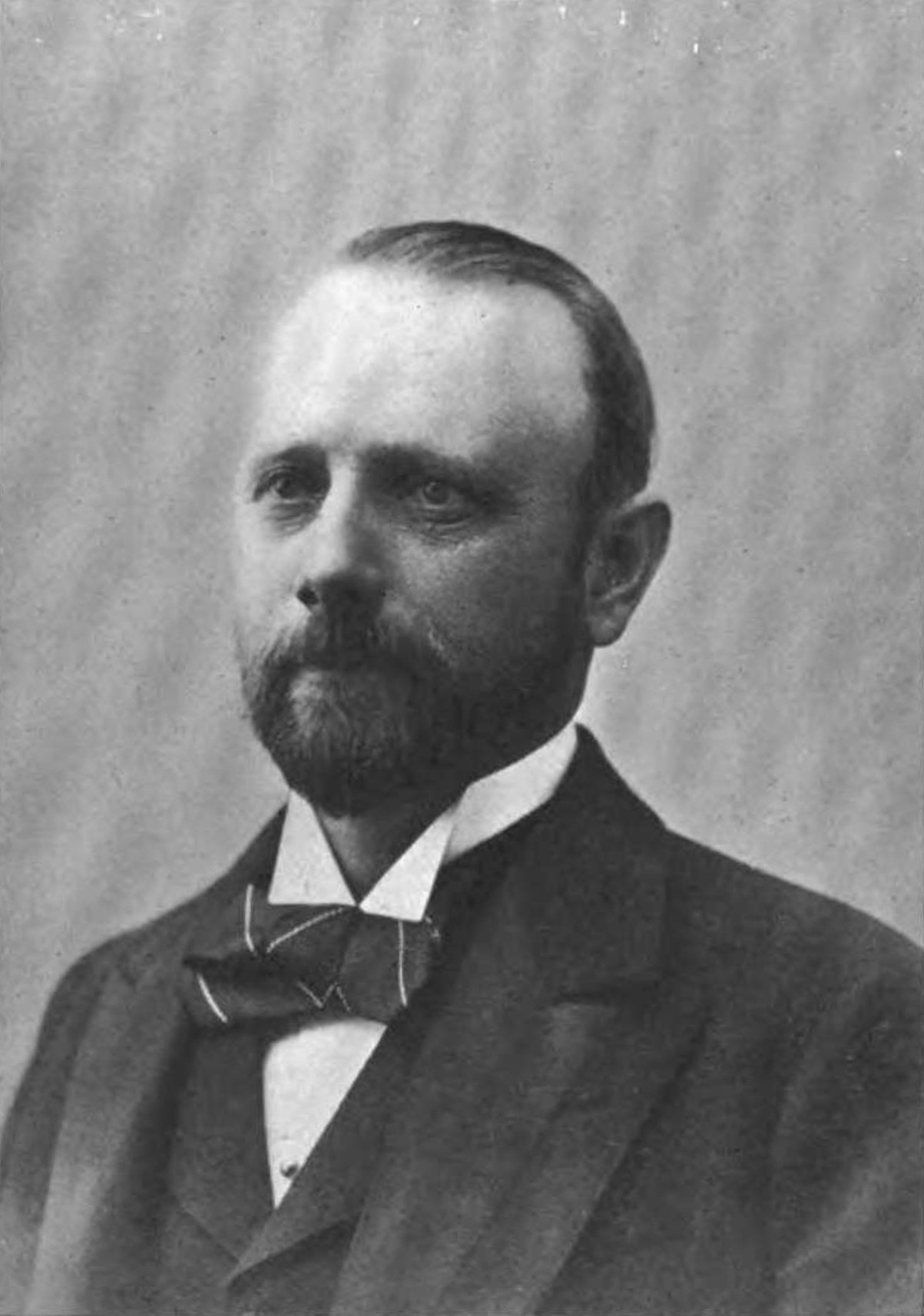
George Blickensderfer (1899)

George Canfield Blickensderfer (13 oktober 1850 – 15 augustus 1917) was een Amerikaans uitvinder, zakenman en fabrikant. 
Zijn eerste uitvinding was een transportsysteem voor warenhuizen. In 1889 patenteerde hij zijn eerste ontwerp voor een schrijfmachine. Dit model werd nooit gebouwd. Vier jaar later presenteerde hij drie modellen van een schrijfmachine op de wereldtentoonstelling van Chicago. 

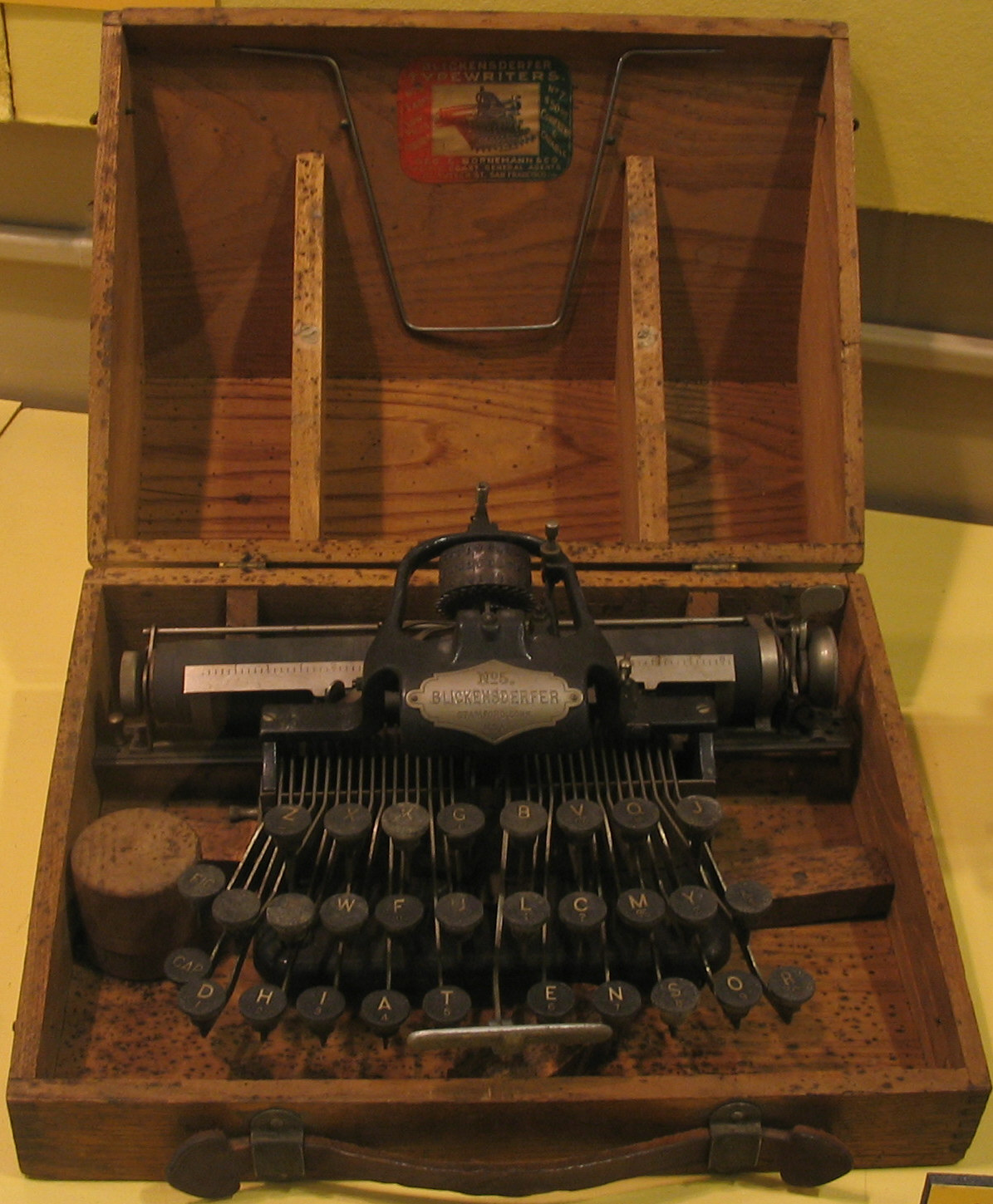
Blickensderfer 5 schrijfmachine

Het eenvoudigste van de vijf, de Blickensderfer 5, kwam in 1894 op de markt. Typerend voor de machine was de lichte uitvoering. Dankzij het gebruik van een verwisselbaar letterwiel, dat vaak is vergeleken met het beroemde letterbolletje van IBM, zaten er relatief weinig onderdelen in de machine. De prijs bedroeg ongeveer een kwart van die van een standaard schrijfmachine.
De Blickensderfer was daarmee de eerste portable schrijfmachine van de wereld.
Op de Wereldtentoonstelling van 1901 in Buffalo (New York), presenteerde Blickensderfer een elektrische uitvoering van zijn schrijfmachine. Het revolutionaire apparaat werd een commerciële mislukking.
Tijdens de Eerste Wereldoorlog stortte de exportmarkt voor Blickensderfer in. De uitvinder overleed in 1917. De fabriek werd kort na de oorlog verkocht.
De Blickensderfer typemachines waren voorzien van een 'wetenschappelijk' toetsenbord. De onderste rij bestond uit de letters DHIATENSOR. Blickensderfer had uitgerekend dat deze letters goed waren voor 70 procent van alle toetsaanslagen tijdens het schrijven. Voor exportmarkten werden aangepaste versies van dit toetsenbord ontwikkeld. Al snel was de Blickensderfer ook verkrijgbaar met het intussen tot standaard uitgegroeide QWERTY-toetsenbord.